# Richard Handley
Richard Handley (Wigan, 1 de setembre de 1990) és un ciclista anglès, professional des del 2010 i actualment a l'equip Madison Genesis.

## Palmarès
- 2012
  - Vencedor d'una etapa a la Volta a Lleó
- 2014
  - Vencedor d'una etapa al Tour de Corea